# Heinz Nixdorf
Heinz Nixdorf (ur. 9 kwietnia 1925 w Paderborn, zm. 17 marca 1986 w Hanowerze) – niemiecki pionier przemysłu komputerowego, przedsiębiorca.

## Życiorys
W 1942 został powołany do wojska przez niemieckie siły zbrojne. Gimnazjum ukończył dopiero po zakończeniu II wojny światowej.
Od 1947 do 1952 studiował fizykę we Frankfurcie nad Menem. W 1951 po raz pierwszy miał kontakt z technologią komputerową podczas pracy w Remington Rand. W 1952 przerwał studia i założył Labor für Impulstechnik w Essen. Zaczął od produkowania podzespołów komputerowych dla RWE, wkrótce został także stałym dostawcą dla Wanderer-Werke i Compagnie des Machines Bull. W 1964 wypuścił na rynek System 820 – swój pierwszy komputer przenośny. W 1968 wykupił swojego największego odbiorcę – Wanderer-Werke. Nabyte przedsiębiorstwo zostało częścią nowego podmiotu – Nixdorf Computer AG – mającego siedzibę w Paderborn. W latach 70. Nixdorf Computer AG była liderem rynku w RFN oraz czwartym pod względem wielkości producentem komputerów w Europie, z zakładami produkcyjnymi w Niemczech, Irlandii, Hiszpanii, USA i Singapurze. W 1986 Nixdorf Computer AG zatrudniał 25 500 pracowników w 44 krajach, a roczne dochody netto przedsiębiorstwa oscylowały w granicach 4,5 mld DM. W tym samym roku jego założyciel zmarł w Hanowerze podczas organizowanych po raz pierwszy targów CeBIT.
W 1996 r. inicjatywy Heinza Nixdorfa (10 lat po jego śmierci) w Paderborn rozpoczęło działalność Heinz Nixdorf MuseumsForum, największe na świecie muzeum komputerów.